# Korinthos (König)
Korinthos (altgriechisch Κόρινθος Kórinthos), der Sohn des Marathon, war in der griechischen Mythologie der Bruder des Sikyon und König von Ephyraia, das später nach ihm Korinth genannt wurde. Er wird auch als Sohn des Zeus bezeichnet. Korinthos war der Vater der Sylea, der Mutter des Sinis.
Nach dem Tode des Epopeus, dem Vater des Marathon, hatte dieser das Reich auf seine beiden Söhne aufgeteilt, wobei Sikyon Aigialaia, das später nach ihm Sikyon genannt wurde, und Korinthos Ephyraia erhielt. Pausanias sagt, dass Korinthos kinderlos starb und die Korinther Medea und Iason als Herrscher einsetzten. Eine andere Überlieferung setzt dies in die Zeit des Königs Kreon.